# Franz Kluthe
Franz Kluthe (* 17. Januar 1889 in Paderborn; † 1. Oktober 1957 in Münster) war ein deutscher Landrat und Oberkreisdirektor.

## Leben
Nach dem Abitur am Gymnasium Theodorianum in seinem Heimatort im Jahre 1910 absolvierte Franz Kluthe ein Studium der Rechts- und Staatswissenschaften sowie der Volkswirtschaft an der Humboldt-Universität zu Berlin, der Christian-Albrechts-Universität zu Kiel, der Rheinischen Friedrich-Wilhelms-Universität Bonn und der Westfälischen Wilhelms-Universität Münster und legte im Jahre 1914 das erste juristische Staatsexamen ab. Bevor er 1918 Bürgermeister in Delbrück wurde, war er als Verwaltungsanwärter in Paderborn tätig und von 1916 bis 1918 stellvertretender Amtmann im Amt Delbrück.
1919 trat er der Deutschen Zentrumspartei bei und wurde 1931 deren Kreisvorsitzender in Paderborn. 1933 wurde Kluthe für den Provinziallandtag der Provinz Westfalen nominiert, doch der NS-Staat schaffte mit dem Gesetz über die Erweiterung der Befugnisse des Oberpräsidenten (Oberpräsidentengesetz) vom 15. Dezember 1933 die Provinziallandtage, Provinzialausschüsse und Provinzialkommissionen ab. 1934 trug Kluthe die Amtsbezeichnungen Bürgermeister des Amtes Delbrück und Stadtvorsteher der Stadt Delbrück und 1935 die Bezeichnung Amtsbürgermeister des Amtes Delbrück und Bürgermeister der Stadt Delbrück.
Diese Ämter hatte er  bis zum 15. April 1945, als er durch die  amerikanische Besatzungsmacht zum Landrat des Landkreises Wiedenbrück bestimmt wurde, inne. Diese Maßnahme ist vor dem Hintergrund zu sehen, dass Kluthe am 2. April 1945 die Stadt kampflos den Amerikanern übergeben hat und sein eindeutiges Verhalten gegen den Nationalsozialismus bekannt war. Insbesondere hatte er Kontakt zu namhaften Widerstandskämpfern. Kluthes  Amtszeit als Bürgermeister von Delbrück währte bis zum 17. Januar 1946, als er in den ersten freien Wahlen nach dem Zweiten Weltkrieg zum Oberkreisdirektor in Wiedenbrück gewählt wurde. In diesem Amt blieb er bis zum 31. Oktober 1951, als er – krankheitsbedingt – durch Arnold Verhoff abgelöst wurde.
In Nordrhein-Westfalen, das unter britischer Militärverwaltung stand, wurde nach englischem Vorbild (britische Kommunalverfassung) in den Kommunalverwaltungen die sogenannte „Doppelspitze“ eingeführt. Der Oberkreisdirektor wurde Leiter der Kreisverwaltung, während der Landrat (ehrenamtlich) den Kreis politisch vertrat. In den Städten und Gemeinden war die Situation ebenso: Leiter der Stadt-/Gemeindeverwaltung war der Stadtdirektor/Gemeindedirektor. Der ehrenamtliche Bürgermeister war politischer Vertreter der Kommune.
1930 schloss Franz Kluthe mit Liesel Krukemeier die Ehe. Der Sohn Arne Kluthe (1931–2020) ging aus dieser Ehe hervor.